# 南喜陽
南 喜陽（みなみ よしはる、1951年9月10日 - 2024年12月29日）は広島県広島市西区出身の日本の柔道家。身長162cm。得意技は背負投。

## 経歴
崇徳高校時代にインターハイを制して、卒業後は新日本製鐵広畑に入社。世界選手権では2連覇を達成してオリンピックでも金メダルが期待されるが、モントリオールオリンピックでは2回戦で敗れてメダルも取れず。現在は全日本柔道連盟の強化委員会特別委員。
2024年12月29日、姫路市の自宅で病気のため死去。73歳没。

## 主な戦績
- 1968年 -　インターハイ　2位
- 1969年 -　インターハイ　優勝
- 1971年 -　全日本新人体重別選手権大会　優勝
- 1972年、1974年1976年1977年　-　体重別　優勝
- 1973年 -　世界柔道選手権大会　優勝
- 1974年 -　アジア柔道選手権大会　優勝
- 1975年 -　世界柔道選手権大会　優勝